# Markus Copper
Markus Timo Juhana Copper, född Paajanen 26 december 1968 i Helsingfors, Finland, död  25 maj 2019 i Holbæk, Danmark, var en finländsk skulptör som hade ateljén i Danmark.
Copper utexaminerades från Bildkonstakademin 1995. Han väckte 1998 uppmärksamhet med skulpturen Archangel of Seven Seas som köptes till Kiasma, museet för samtidskonst i Helsingfors. Skulpturen var gjord av grovt tillyxade trädelar och gamla orgelpipor i kombination med rörelse och ljud. Ljudvärlden har varit ett viktigt element i hans konst. En klockformad bronsskulptur som han utförde till ett köp- och kulturcentrum (Azabu Juban) i Tokyo 1995 innehöll också ett ringande ljud. År 1997 fick han av staten beställning på en skulptur till Åbo universitet, avtäckt utanför den fysikaliska institutionen år 2000, vilken återger ljud som upptas från rymden och kan höras dygnet runt. Skulpturen Big Bang Echo väckte blandade känslor och måste efter en kort tid tonas ner. Typiskt för Coppers skulpturer har även i övrigt varit höga ljudnivåer och en viss grad av aggressivitet. Han tilldelades Ars Fennica-priset 1999.
År 2020 gick det fram att Coppers sexdelade konstverk Sixpack of Instant Death innehåller sprängämnen och polisen vill oskadliggöra alla delar.

### Uppslagsverk
- Bonsdorff, Bengt von: Copper, Marcus i Uppslagsverket Finland (webbupplaga, 2012). CC-BY-SA 4.0